# Мегді Базарґан
Мегді Базарґан (перс. مهدی بازرگان, азерб. Mehdi Bazərgan; 1 вересня 1908, Тебриз — † 20 січня 1995, Цюрих, Швейцарія) — іранський вчений, громадський і політичний діяч, 75-й прем'єр-міністр Ірану. Пропрацював на цій посаді лише дев'ять місяців і подав у відставку через незгоду з політикою релігійного лідера Ірану аятолою Хомейні.

## Життєпис
Мегді Базарґан народився 1905 року в Тебризі в сім'ї дрібного торгівця, азербайджанець за походженням. В 1926—1936 роках вчився у Франції (École Centrale des Arts et Manufactures), після повернення на батьківщину — у 1940 році викладав інженерну справу в Тегеранському університеті, де з часом став деканом факультету технології. У роки Другої світової війни воював у складі французьких військах генерала де Голля.
В роки правління Мохаммеда Мосаддика керував Національною Іранською нафтовою компанією (NIOC), у 1951 році став заступником міністра освіти. Після усунення Мосаддика від влади в 1953—1957 роках емігрував до Франції. Був спізасновником Національного фронту Ірану (1953) та Визвольного руху (1961, разом з аятолою Талегані). Після повернення до Ірану чотири рази заарештовувався, в 1964—1967 роках відбував тюремне покарання, але був амністований із забороною займатись політичною діяльністю.
Повернувся в політику в 1978 році, вів переговори із аятолою Хомейні про повернення в Іран, організував ісламські спілки вчителів, інженерів та лікарів. Після перемоги Ісламської революції був призначений Хомейні главою тимчасового уряду, проте практично зразу не знайшов з ним спільної мови у питанні подальшого розвитку Ірану. Зокрема Базарґан був проти зміни назви країни на «Ісламську Республіку Іран», страти колишнього глави уряду Аміра-Аббаса Говейди, створення ісламських революційних трибуналів. Вперше подав у відставку в березні 1979 року, яка не була прийнята Хомейні. Остаточно залишив пост глави уряду в листопаді, коли радикально налаштовані студенти захопили посольство США в Тегерані і взяли в заручники його співробітників, назвавши це «найпринизливішою подією за час його прем'єрства».
У 1980 році Базарґан був обраний в меджліс Ірану, де очолив парламентську фракцію партії Національно-визвольний рух Ірану та став одним із найбільших критиків влади. Партія бойкотувала парламентські вибори 1985 року, а кандидатура Базарґана на пост президента була відхилена революційною Радою вартових Ірану. У 1986 році Базарґан і кілька його соратників були викрадені та побиті групою ісламських радикалів.
Заснував «Асоціацію захисту свободи і суверенітету іранського народу», яка виступала проти Ірано-іракської війни і експорту ісламської революції.
Автор близько 50 книг.
В 1994 році був госпіталізований у Тегерані, після чого вилетів на лікування до Швейцарії, де помер від серцевого нападу 20 січня 1995 року.